# Draby
Draby – wieś w Polsce położona w województwie łódzkim, w powiecie pajęczańskim, w gminie Działoszyn, w sołectwie Draby.
W latach 1975–1998 miejscowość należała administracyjnie do województwa sieradzkiego.
We wsi położonej w sąsiedztwie południowych granic Załęczańskiego Parku Krajobrazowego znajduje się pomnik przyrody – jaskinia odkryta przez geologa z Uniwersytetu Wrocławskiego, Adama Szynkiewicza, który na cześć swojej żony nazwał ją imieniem „Ewa”. Jaskinia Ewy jest własnością prywatną rodziny Drabów (Draby nr 15) i możliwe jest wejście do niej. Długość korytarzy wynosi ok. 40 m, a głębokość ok. 8 m.